# 往日柔情
《往日柔情》（英語：For Love of the Game）即山姆·雷米首度挑戰文藝愛情類的電影作品，根据Michael Shaara于1991年所发表的同名小说改编而成。

## 概述
故事劇情述說一位原本是棒球隊的王牌投手，突然面臨職業難關與愛情的抉擇時，開始檢視自己是否過於熱衷追求名利，而一直不敢選擇真誠的感情。整個舞臺選擇在洋基棒球場，並找來真正的棒球選手，和曾打過小聯盟或高中棒球的演員搭配演出，讓影片在打擊、跑壘或守備上，添加不少真實感。

## 劇情簡介
比利曾經是底特律老虎隊的王牌投手，但是年齡已高達40歲，加上手臂受過傷害，右手更在4年前，在鋸木時被鋸床鋸片切傷，開始顯得力不從心，球隊也考慮要將他交易出去。但是，比利對老虎隊有極深厚的感情，寧可選擇退休也不願意到別的球隊。於是，原本球季的最後一場比賽，突然轉變成比利的最後一場球賽。
此時，比利藉由比賽途中，重新審視自己的一生是否太過追求名利，冷落了一直在身旁支持他的女友。而且，他所要面對的不只是棒球場上的勝負，還要面對女友決定離他而去的考驗。原本已經在機場準備飛往英國的女友，則是受到比利認真投球的模樣所感動，寧可錯過班機也要停留在候機室看完球賽轉播。
比賽結束時，比利取得投手的最高榮耀「完全比賽」，連打擊和跑壘能力低下，比利的專用捕手Gus Sinski 也從安打後跑進奠定勝負的一分，3年前高空撲接失誤的Mickey Hart，也接上全壘打擊。隔天，比利趕往機場準備到英國找回女友，發現她在機場酒店住宿一晚，錯過登機，當下決定永遠不再分開。

## 角色
- 凯文·科斯特纳 as Billy Chapel
- William Costner as Billy Chapel Sr., 即凯文·科斯特纳本人的爸爸
- Sharon Rae Costner as Mrs. Chapel, 即凯文·科斯特纳本人的媽媽
- Kelly Preston as Jane Aubrey
- John C. Reilly as Gus Sinski，老虎隊捕手
- Jena Malone as Heather Aubrey, Jane 的女兒
- Vin Scully as 本人，評述員
- Steve Lyons as 本人，評述員
- Brian Cox as Gary Wheeler，老虎隊總裁
- J.K. Simmons as Frank Perry，老虎隊總教練
- Bill Rogers as Davis Burch，前老虎隊右外野，現為洋基隊指定打者
- Greer Barnes（英语：Greer Barnes (comedian)） as Mickey Hart，老虎隊外野手
- Michael Papajohn as Sam Tuttle，洋基隊三壘手
- J. K. Simmons as Frank Perry，老虎隊總經理
- Bob Sheppard as 洋基隊公告播音員
- Daniel Dae Kim as 急診醫生
- Larry Joshua as 機場酒吧裡的洋基粉絲
- Arnettia Walker as 機場酒吧裡的酒保
- Rick Reid as Bill Murdie，本壘裁判
- Augie Garrido as Bobby Mack 洋基隊總經理，本人曾於Costner的大學附中擔任棒球隊教練。
- Mike Buddie as Jack Spellman，老虎隊投手，本人曾是洋基隊牛棚投手，也是Costner的幕後投手教練。
- Jim Colburn as 本人, 老虎隊三壘教練
- Jose Mota as Jose Garcia, 老虎隊一壘手
- Earl Johnson as Marcus Ransom, 老虎隊二壘手
- Chris Lemonis as Lee Giordano, 老虎隊三壘手
- Scott Bream as Brian Whitt，老虎隊游擊手
- Jesse Ibarra as Dennis Skinner, 老虎隊左外野
- Michael Rivera as Jimmy Peña，老虎隊中外野
- Eric Knowles as Ted Franklin, 洋基隊捕手
- Carmine D. Giovinazzo as Ken Strout，洋基後備打擊，最後打者
- Hugh Ross as Mike Udall, 老虎隊體能教練／物理治療師

## 製作
本片的主體拍攝於1998年10月8日開始，於洛杉矶和纽约取景。

## 與現實的差距
- 在電影裡的1984年，Chapel是 World Series 第一場的先發投手，事實上，他是 Jack Morris。
- 即使截至2020年7月12日 (凱莉·普雷斯頓忌日)，老虎隊沒有投手投出完全比賽。
- 雖然電影在1999年賽季前拍攝，但電影準確預測洋基隊和紅襪隊在美聯東部的順序，雖然洋基隊提早一場奠定分區冠軍。電影也準確預測老虎隊的成績（69－92，電影裡是64－97，依然還有一場比賽未開始。）喬治·史坦布瑞納在拍攝前協商時，因不甘目睹洋基隊敗陣而不願意租借場地拍攝，但因凯文·科斯特把故事戰績改為洋基隊在該場比賽的翌日奠定美聯冠軍。事實上，因為洋基隊後來也奪下1999年世界大賽冠軍，凯文·科斯特纳和洋基球迷凱莉·普雷斯在球季完成後，也獲得該屆的冠軍戒指。
- Mickey Hart 在1995年於芬威球場左外野綠色怪物下失誤，因錯判落球點，擊中頭部後被綠色怪物高牆座上球迷接球，其實是在調侃 José Canseco 在1993年5月26日於 阿靈頓體育館（英语：Arlington Stadium）右外野頭槌全壘打，但當時附近沒有觀眾。[3]Hart 在賽後深怕重播會在 ESPN 一直重播，而原版重播只在ESPN重播了整個93年賽季。阿靈頓體育館也於1994年拆卸。 Hart 在 Chapel 的完全比賽中在老洋基球場右外野完成接殺。
- 當Jane Audrey第一次遇上 Chapel 她說 「我懷念已過去的夏天」。可是：老虎隊與洋基隊只在95年4月對陣一系列，因為94－95年罷工，令94年和95年兩個球季縮短。
- 因根據聯盟勞工條例：Billy Chapel已為老虎隊效力18年，任何效力聯盟起碼10年，和與當時隊伍5年的球員，其實可自行封鎖任何交易，但Chapel沒有以此反駁球隊高層，而選擇退休。

## 外部連結
- 互联网电影数据库（IMDb）上《往日柔情》的资料（英文）